# My Persson
Maud (My) Linnéa Ygberg Persson, född 10 december 1938 i Kungsholms församling i Stockholm, är en svensk TV-producent, redaktör och  politiker (moderat).
Persson, som är dotter till källarmästare Robert Ygberg och Märta Karlsson, avlade småskolärarexamen 1959 och var verksam som småskollärare 1959–1964. Hon bedrev akademiska studier från 1964, anställdes vid Sveriges Radio samma år och blev TV-producent inom kultur-samhälls-fakta-området 1967. Hon initierade 1973 Sveriges första TV-program om och för äldre, På äldre dar,  och var ensamredaktör och programledare för serien från 1974 (första programserien 1973 tillsammans med Jan Gabrielsson) till nedläggningen 1987.
My Persson var riksdagsledamot 1991–1998 för Göteborgs kommuns valkrets. I riksdagen var hon ledamot i försvarsutskottet 1994–1998 (dessförinnan suppleant från 1991) och suppleant i socialutskottet.
Hon ingick 1963 äktenskap med civilingenjör Alvar Persson (född 1934). Hon har två barn, Malin Persson och ytterligare en dotter.